# Алаша (ковёр)
Алаша́ — ковровое изделие ручной работы (кошма, ковёр и др.) из разноцветных шерстяных нитей. Алаша ткут двумя способами: при первом разноцветные нити переплетаются в длину (какпа алаша), при втором — нити тщательно подбираются и группируются по цвету для получения различных узоров (терме алаша). Широко распространено в быту казахов.
Алаша может использоваться для покрытия пола или стен. Как правило в ковре преобладают красный и синий цвета.